# Pavel Fojtík
Pavel Fojtík (18. prosince 1954 Praha – 26. března 2023 Praha) byl český historik specializovaný zejména na historii pražské městské hromadné dopravy a vexilolog, v letech 2005–2019 vedoucí archivu Dopravního podniku hl. m. Prahy, autor či spoluautor stovek dokumentárních, instrukčních, výukových a propagačních filmů a také mnoha publikací o historii pražské MHD i jiných tématech. Napsal například knihu Stanice pražského metra roku 2020.

## Životopis
Absolvoval gymnázium a vystudoval obor dokumentární tvorby na Filmové a televizní fakultě AMU. V 80. letech 20. století působil jako režisér a scenárista dokumentárních filmů, od roku 1992 na volné noze.
Historii dopravy se začal věnovat v roce 1977. Od roku 2005 pak pracoval jako vedoucí archivu Dopravního podniku hl. m. Prahy.
Od poloviny 70. let 20. století se věnoval také vexilologii a heraldice. Byl členem výboru České vexilologické společnosti a cca od roku 1996 či 1999 byl jedním z expertů parlamentního Podvýboru pro heraldiku a vexilologii.

## Ocenění
- V roce 2016 obdržel od Jana Hamáčka pamětní medaili za dlouholetou činnost pro Poslaneckou sněmovnu v Podvýboru pro heraldiku a vexilologii.[5]

- Dvojnásobný držitel čestného uznání České vexilologické společnosti (1983, 2008)[6]

## Publikační činnost
- Pavel Fojtík, Stanislav Linert, František Prošek: Pražská městská doprava 1907–1918, Kroužek přátel městské dopravy Kulturního domu Dopravních podniků hl. m. Prahy, 1982
- Pavel Fojtík, Stanislav Linert, František Prošek: Pražská městská doprava 1918–1945 (ve 3 svazcích), Kroužek přátel městské dopravy Kulturního domu Dopravních podniků hl. m. Prahy, 1. svazek 1983, 2. a 3. svazek 1984
- Pavel Fojtík, Stanislav Linert, František Prošek: Pražská městská doprava 1945–1974 (ve 4 svazcích), Kroužek přátel městské dopravy Kulturního domu Dopravních podniků hl. m. Prahy, 1985
- Pavel Fojtík, Stanislav Linert, František Prošek: Pražská městská doprava 1975–1985, Kroužek přátel městské dopravy Kulturního domu Dopravních podniků hl. m. Prahy, 1986
- Jan Čech, Pavel Fojtík, František Prošek: Pražská městská doprava 1986–1990, Společnost městské dopravy, 1992
- Pavel Fojtík, Stanislav Linert, František Prošek: Historie městské hromadné dopravy v Praze, Dopravní podnik hl. m. Prahy, 1. vydání 1995, 2. vydání 2000, 3. vydání 2005
- Pavel Fojtík, František Prošek: Pražská městská doprava 2007, 2008, 2009, ročenky, Společnost městské dopravy, Kulturní dům Vltavská, Kroužek městské dopravy
- Pavel Fojtík, František Prošek: 100 let pražských elektrických drah, Muzeum hl. m. Prahy, 1991
- Pavel Fojtík: Pražské elektrické dráhy, Dopravní podnik hl. m. Prahy, 2003
- Jan Čech, Pavel Fojtík, František Prošek: Trolejbusy v Praze : 1936–1972, Společnost městské dopravy, 1994
- Pavel Fojtík: (Nejen) čtvrtstoletí pražského metra, Dopravní podnik hl. m. Prahy, 1999
- Pavel Fojtík: 30 let pražského metra, Dopravní podnik hl. m. Prahy, 2004
- Pavel Fojtík: 2009 – 35 let pražského metra, Dopravní podnik hl. m. Prahy, 2008
- Pavel Fojtík: Po kolejích na Petřín : (povídání o pražských lanovkách), Dopravní podnik hl. m. Prahy, 2001
- Pavel Fojtík, František Prošek: Pražské autobusy 1925–2000, Dopravní podnik hl. m. Prahy, 2000
- Pavel Fojtík, František Prošek: Pražské autobusy 1925–2005, Dopravní podnik hl. m. Prahy, 2005
- Pavel Fojtík, Petr Malík: Dny, kdy pražské dopravě vládla voda, Dopravní podnik hl. m. Prahy, 2003
- Pavel Fojtík a kol.: Fakta & legendy o pražské městské hromadné dopravě, Dopravní podnik hl. m. Prahy, 2010
- Pavel Fojtík: Garáž Dejvice 1932–2002, Dopravní podnik hl. m. Prahy, 2002
- Pavel Fojtík: Garáž Řepy 1982–2002, Dopravní podnik hl. m. Prahy, 2002
- Pavel Fojtík: Garáž Klíčov 1973–2003, Dopravní podnik hl. m. Prahy, 2003
- Pavel Fojtík: Garáž Vršovice 1955–2005, Dopravní podnik hl. m. Prahy, 2005
- Pavel Fojtík: Garáž Kačerov 1966–2006, Dopravní podnik hl. m. Prahy, 2006
- Pavel Fojtík: Tramvajová vozovna v Královské oboře, Praha, Společnost městské dopravy, 1. vydání 1993, 2. vydání 1996
- Pavel Fojtík: Vozovna Strašnice, Společnost městské dopravy, 1995
- Pavel Fojtík, Jan Čech: Vozovna Žižkov 1912–1992, Společnost městské dopravy, 1992
- Pavel Fojtík, Josef Hrubeš: Vozovna Žižkov 1912–2002, Dopravní podnik hl. m. Prahy, 2002
- Pavel Fojtík: Vozovna Střešovice 1909–1999, Dopravní podnik hl. m. Prahy, 1999
- Pavel Fojtík, Vladislav Borek: Vozovna Hloubětín 1951–2001, Dopravní podnik hl. m. Prahy, 2001
- Pavel Fojtík: Vozovna Pankrác 1927–2002, Dopravní podnik hl. m. Prahy, 2003
- Pavel Fojtík: Vozovna Strašnice 1908–2003, Dopravní podnik hl. m. Prahy, 2003
- Pavel Fojtík: Vozovna Motol, Dopravní podnik hl. m. Prahy, 2004
- Pavel Fojtík: Vozovna Vokovice 1933–2003, Dopravní podnik hl. m. Prahy, 2003
- Pavel Fojtík: Rustonka, KMD, Praha, 2006
- Pavel Fojtík, Marie Jílková, František Prošek: Sto let ve službách města, Dopravní podnik hlavního města Prahy, 1997
- Stanislav Linert, Pavel Fojtík, Ivo Mahel: Kolejová vozidla pražské městské hromadné dopravy, Dopravní podnik hl. m. Prahy, 2005
- Pavel Fojtík, František Prošek: Pražský dopravní zeměpis. Svazek 1, Obce připojené ku Praze v roce 1974, Dopravní podnik hl. m. Prahy, 1999
- Pavel Fojtík, František Prošek: Pražský dopravní zeměpis. Svazek 2, Obce připojené ku Praze v letech 1960 a 1968, Dopravní podnik hl. m. Prahy, 2001
- Pavel Fojtík, František Prošek: Pražský dopravní zeměpis. Svazek 3, Obce připojené ku Praze v roce 1922, Dopravní podnik hl. m. Prahy, 2004
- Pavel Fojtík, František Prošek: Pražský dopravní zeměpis. Svazek 4, Obce tvořící Prahu před rokem 1922, Dopravní podnik hl. m. Prahy, 2005
- Pavel Fojtík: Tramvaje a tramvajové tratě : historické centrum a Holešovice, edice Zmizelá Praha, Praha a Litomyšl, Paseka a Schola ludus – Pragensia, 2010
- Pavel Fojtík: Tramvaje a tramvajové tratě. 2. díl, Historická předměstí a obce na levém břehu Vltavy, edice Zmizelá Praha, Praha a Litomyšl, Paseka a Schola ludus – Pragensia, 2011
- Pavel Fojtík: Tramvaje a tramvajové tratě. 3. díl, Historická předměstí a obce na pravém břehu Vltavy – sever, edice Zmizelá Praha, Praha a Litomyšl, Paseka a Schola ludus – Pragensia, 2011
- Pavel Fojtík: Tramvaje a tramvajové tratě. 4. díl, Historická předměstí a obce na pravém břehu Vltavy – jih, edice Zmizelá Praha, Praha a Litomyšl, Paseka a Schola ludus – Pragensia, 2012
- Pavel Fojtík, František Prošek: Vinohradská elektrická dráha, Společnost městské dopravy, 1991
- Pavel Fojtík, František Prošek: Václavské náměstí : historie dopravy / Wenceslas Square : history of Transport / Wenzelplatz : Verkehrsgeschichte, Společnost městské dopravy, 1991
- Zdeněk Říha, Pavel Fojtík: Jak se tvoří město : vývoj dopravního systému Prahy v období průmyslové revoluce, ČVUT Praha, 2012
- Pavel Fojtík, Michaela Franková: Almanach Střední průmyslové školy dopravní, a.s. 2012, Střední průmyslová škola dopravní Praha, 2012
- Vozidla pražské městské hromadné dopravy, stolní kalendář 2004, Ivo Mahel a Pavel Fojtík, vydal Dopravní podnik hl. m. Prahy 2003
- Svět jízdenek, stolní kalendář 2006, Pavel Fojtík a firma Jerome, vydal Dopravní podnik hl. m. Prahy 2005
- Petr Exner, Pavel Fojtík, Zbyšek Svoboda: Vlajky, prapory a jejich používání: základní pravidla pro vyvěšování vlajek na území České republiky, Liberec, Libea, 1. vydání 2004, 2. vydání 2013

## Filmová tvorba
Pavel Fojtík je autorem či spoluautorem stovek dokumentárních, instrukčních, výukových a propagačních filmů. Ve filmových databázích jsou dohledatelné:
- Člověk mezi lidmi, 1992, režie, námět a scénář Pavel Fojtík. Videopořad o základech a zásadách společenského chování v obecné rovině a specificky v armádě[7]
- Důstojně mezi lidmi, 1992, režie Pavel Fojtík[7]
- Lidé kolem člověka, 1992, režie, námět a scénář Pavel Fojtík. Výchovný videopořad o společenském chování a jeho základních formách v každodenním pracovním i osobním životě[7]
- Můj dům, můj hrad, 1997, režie Pavel Fojtík (?)[8]
- Pražská energetika 2008, 2009, režie, námět, scénář a autor komentáře Pavel Fojtík. Propagační videopořad představující akciovou společnost Pražská energetika.[7]
- Pražská energetika 2009, 2010, námět, scénář a autor komentáře Pavel Fojtík. Propagační videopořad představující akciovou společnost Pražská energetika.[7]
- 100 let městské dopravy v Českých Budějovicích, 2009, režie, námět, scénář a autor komentáře Pavel Fojtík. Součást stejnojmenné knihy, kterou vydal Dopravní podnik města České Budějovice ke svému výročí.[7]
- Po stopách pražské elektřiny[4]
- Historie městské hromadné dopravy v Praze[4]
- Od Křižíkovy obloukovky k Jihočeské energetice[4]